# Bernhard Willem Holtrop

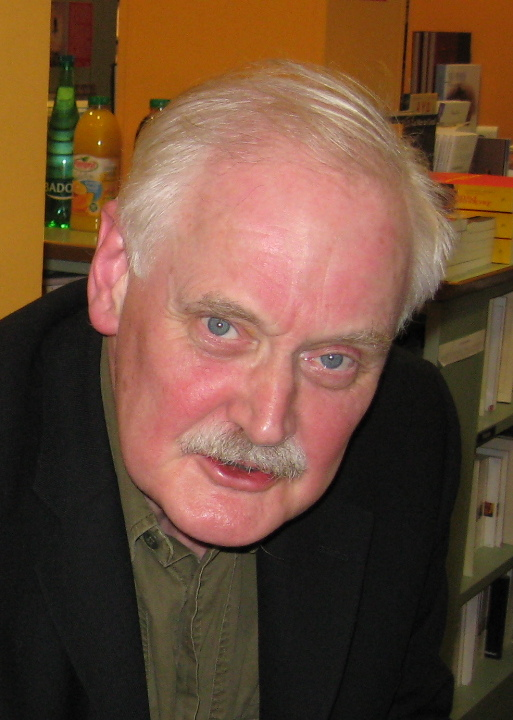
Bernhard Willem Holtrop, januari 2008, Parijs

Bernhard Willem Holtrop (Ermelo, 2 april 1941) is een Nederlandse cartoontekenaar die spotprenten publiceert onder de naam Willem.

## Levensloop
Holtrop, zoon en kleinzoon van gereformeerde Oranjegezinde huisartsen, bezocht de kunstacademie in Arnhem en 's-Hertogenbosch. Zijn eerste politieke tekeningen verschenen vanaf december 1965 in het blad Provo. In 1966 richtte hij met Hans Metz het aan Provo verwante cartoontijdschrift God, Nederland en Oranje op. Daarna publiceerde hij in Hitweek en Aloha. Hij werkt sinds 1968 in Parijs waar hij dagelijks publiceert in de linkse krant Libération. Zijn tekeningen verschenen ook in De Nieuwe Linie, HP/De Tijd, Hara-Kiri en Charlie Hebdo.
Holtrop is een linkse en geëngageerde kunstenaar die vooral de machtigen in tekeningen vol bloed, geweld en seks 'te kijk' zet. In 1966 veroorzaakte een prent waarop koningin Juliana zich prostitueerde een schandaal. De prent werd in beslag genomen, Holtrop werd gearresteerd en tekenaar en uitgever werden vervolgd, maar niet veroordeeld, wegens majesteitsschennis. In 1968 verhuisde Holtrop naar Parijs. Vanaf 2012 woont hij met zijn vrouw, de tekenares Medi Holtrop, op het eilandje Groix voor de Bretonse kust.
Politiek kan Holtrop, die zich distantieert van alle gevestigde orde en regimes, een anarchist worden genoemd.
 In 2015 ontsnapte hij aan de aanslag op Charlie Hebdo; hij was op weg naar Parijs toen de terreuraanslag plaatsvond.

## Prijzen
- 1996 In Frankrijk kreeg Willem de 'Grand prix de l'humour vache' (Zwarte humor) van de 'Salon international du dessin de presse et d'humour de Saint-Just-le-Martel'.
- 2000 In Nederland kreeg Willem de Stripschapprijs voor zijn gehele oeuvre.
- 2006 In Frankrijk werd Willem geëerd met en een Medaille d'Honneur, een prijs voor tekenaars, daarnaast kreeg hij een tentoonstelling in het Centre Pompidou.
- 2007 De Inktspotprijs 2006.
- 2009 De Junior Inktspotprijs 2008.
- 2013 de  internationale Grand Prix de la ville d'Angoulême.

## Publicaties

### In weekbladen
- Propria Cures
- God, Nederland en Oranje
- Provo
- Hitweek
- Witheek
- Aloha
- Zéro
- Hara-Kiri
- L'enragé
- Charlie Hebdo
- HP/De Tijd

### In dagbladen
- Libération
- Le Monde

### Boeken en bundels
- Billy the Kid, of hoe een eenvoudige jongen uit Texas de maarschalksstaf in zijn ransel vond en ermee op kruistocht ging (1968)
- Weg met De Varkens (1970)
- De vrolijke zelfmoord (1971)
- Rust & Orde (1972)
- De lotgevallen van Piet Por (1972)
- Storm over Batavia ! (1973)
- La crise illustrée.  (1975)
- Taisez vous. L'ennemi écoute! (1976)
- Romances et mélodrames. (1977)
- Les avontures du Prince Bernhard (1977)
- Dames (1977)
- Planeet gekaapt (1977)
- Propaganda (1979)
- Fred Fallo staat op springen (1980)
- De wereldreis van Rik en Klaartje (i.s.m. Joost Swarte) (1982)
- Daan van Dalen doet domme dingen (1982)
- Lust en strijd (1985)
- Van Niks en nog Wat (1985)
- Angst en andere verstijvingen (1986)
- Per abuis (1987)
- De verstrooide boom Blos (1989)
- Euromania (1992)
- Op stap met de razende reporter (2002)
- Willem tekent Frankrijk (2004), Boekenweektest 2004, cadeau van de Openbare Bibliotheken
- Bijt-ie in je bil! : de 25 meest gezongen crècheliedjes (2009)
- Iedereen is gek! : alles over ons bizarre brein (2011)
- De nieuwe avonturen van de kunst (Concertobooks, 2020)

### Tentoonstellingen
- In het Institut Néerlandais in Parijs (1998)
- In Galerie Lambiek te Amsterdam dezelfde overzichtsexpositie (1998)
- In de Leidse Universiteitsbibliotheek (2000–2001): Willems wilde wereld.
- In Galerie "De Buytensael" in Arnhem (2003-2004): Sous le ciel de Paris
- In het Centre Pompidou in Parijs: Willem, dessins et caricatures (2006)
- In het Persmuseum te Amsterdam, zowel in (2006) bij Politiek in prent als in (2008) bij Willem: in geuren en kleuren.
- In café-restaurant-kunstgalerie 'De Rode 7' te Antwerpen overzicht cartoons uit HP/De Tijd van 17 januari tot 17 maart 2012.
- In café-restaurant-kunstgalerie 'De Rode 7' te Antwerpen 1 oktober 2013 tot 6 januari 2014 met een 30-tal originele tekeningen uit zijn nieuwe boek 'Dégueulasse'.

## Biografie
- Frenk Driessen, Provo van de politieke pornografie: Leven en werk van Bernhard Willem Holtrop, Prometheus uitgeverij, 2024, ISBN 9789044655148

- Bibliothèque nationale de France: cb11929213b (data)
- Gemeinsame Normdatei: 109682025
- International Standard Name Identifier: 0000 0003 8201 2584
- Library of Congress Control Number: no2005018253
- Nederlandse Thesaurus van Auteursnamen: 068885873
- RKD-Nederlands Instituut voor Kunstgeschiedenis: 39327
- SNAC: w6t7762q
- Système universitaire de documentation: 027197301
- Virtual International Authority File: 262715678
- WorldCat: E39PBJdcyR7HP88vYKKvrptHYP